# 룩스에어
룩스에어(영어: Luxair)는 룩셈부르크에 본사를 둔 항공사로 아프리카, 아시아, 유럽으로 정기 노선과 전세편을 운항하며 룩셈부르크 핀델 공항을 메인 베이스 공항으로 사용하고 있다.

## 역사
1948년에 세워진 룩셈부르크 항공(영어: Luxembourg Airlines Company)이 전신이다. 1961년 룩셈부르크와 유럽 도시를 오가는 항공 수요를 충족 시키기 위해 설립했다. 1962년 포커 27(영어: Fokker F27 Friendship) 기종을 이용해 룩셈부르크에서 파리를 잇는 국제선 노선에 최초로 취항했다. 1964년부터 1969년까지 남아프리카공화국의 트렉 항공(영어: Trek Airways)과 제휴를 맺고 룩셈부르크와 요하네스버그를 오가는 노선에 3대의 록히드 L-1649A 스타라이너(영어: Lockheed L-1649A Starliner) 기종을 투입했다. 2000년대 들어 원유 값 상승으로 소형 여객기의 운항이 어려워지자 터보 제트기에 프로펠러를 장착한 터보 프롭 비행기(영어: turboprop aircraft)를 다시 도입하였다. 2009년 민간 항공 관리국(CAA)의 통계에 의하면 2008년 영국 런던 공항에서 시간을 가장 잘 지키는 항공사로 선정되었다.

## 운항 노선
- 2012년 7월 기준으로 룩스에어는 다음과 같은 노선을 운항하고 있다.

## 보유 기종
- 2019년 2월 기준으로 룩스에어는 다음과 같은 기종을 보유하고 있으며 평균 기령은 6.1년이다.[1][2]

## 사진

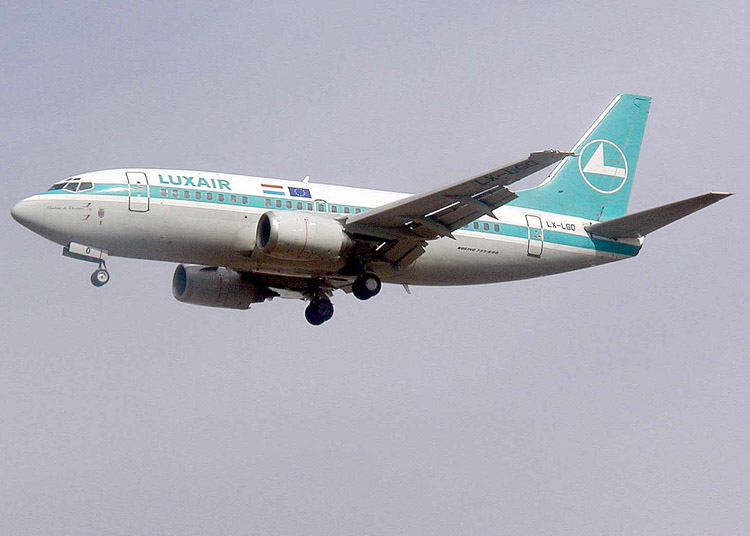
룩스에어의 보잉 737-500 구도색
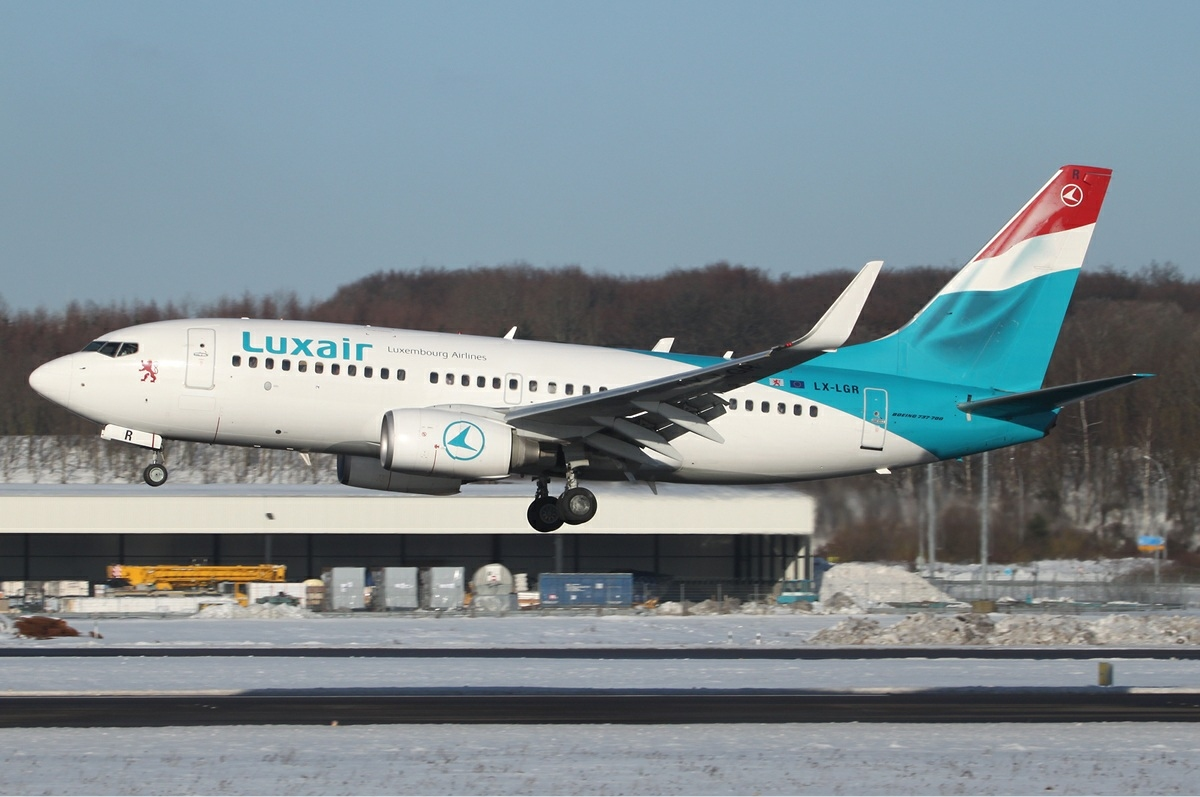
룩스에어의 보잉 737-700
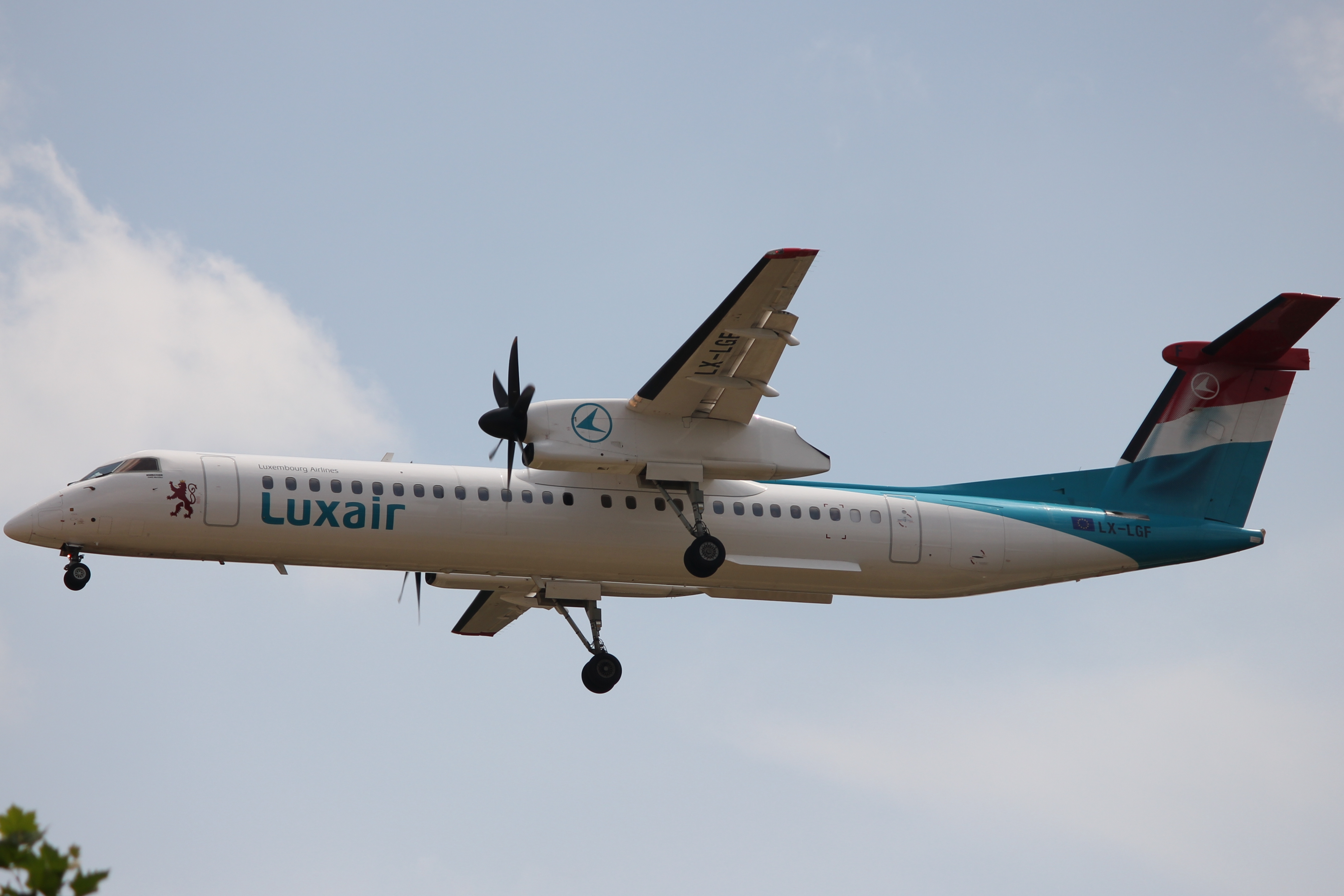
룩스 에어의 봄바디어 대쉬 Q 400
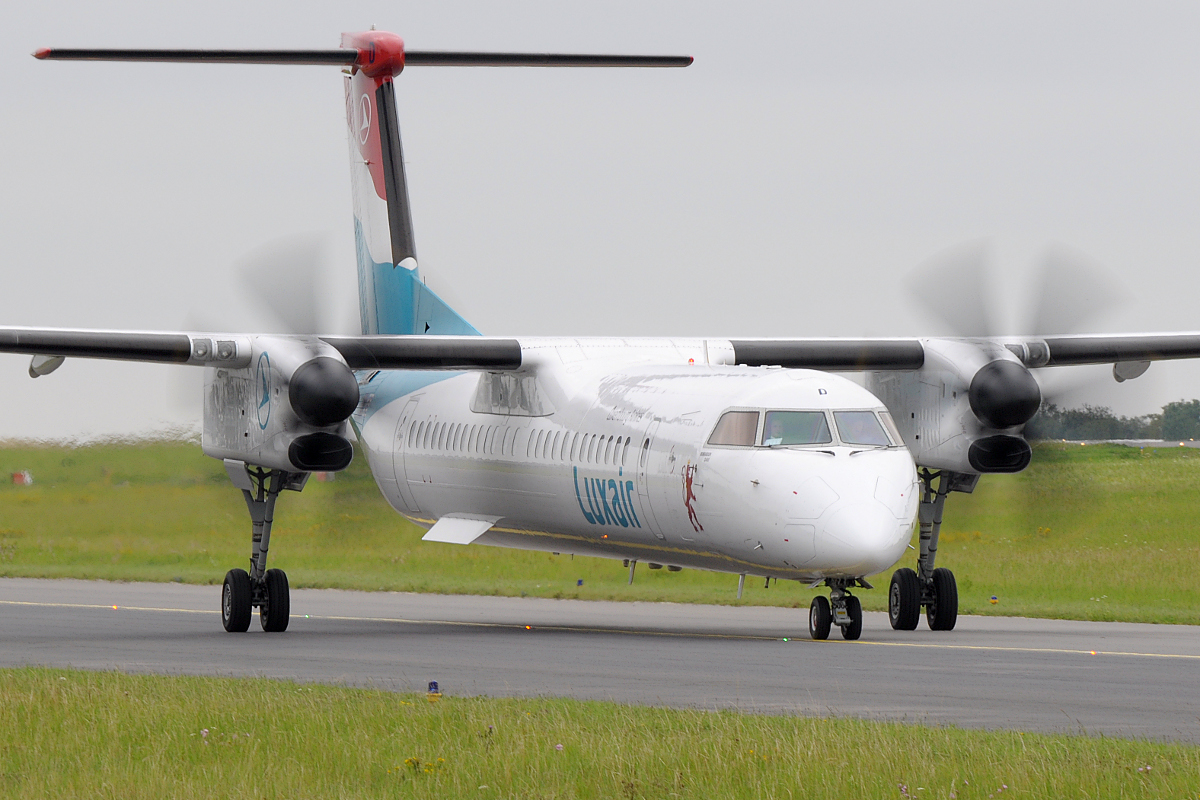
룩스에어의 봄바디어 대쉬 Q 400
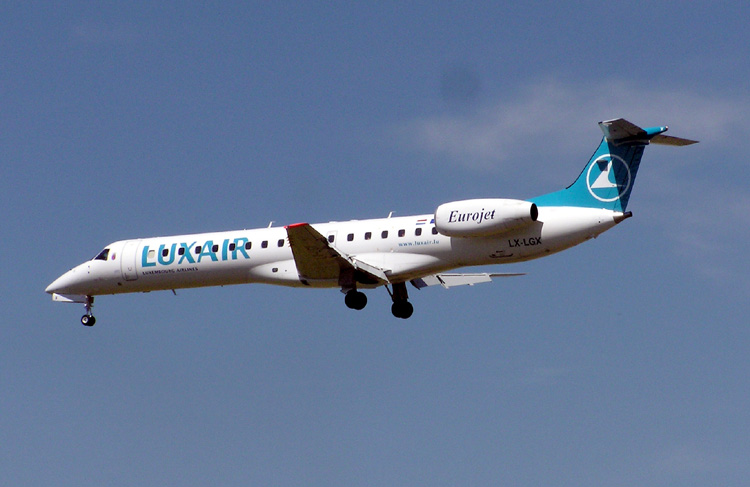
룩스에어의 엠브라에르 ERJ-145 구도색